# Arroio Grande (district de Santa Maria)
Arroio Grande est l'un des dix districts dans lesquels se divise la ville brésilienne de Santa Maria, dans l'État du Rio Grande do Sul.

## Limites
| Sede São Valentim Pains Arroio Grande Arroio do Só Passo do Verde Boca do Monte Palma Santa Flora Santo Antão |

Limitée aux districts de Palma e Sede, et, les municipalités de Silveira Martins, Julio de Castilhos e Itaára.

## Quartiers
Le district est divisé en quartiers suivants:
1. Arroio Grande